# Saint-Hilaire-la-Palud
Saint-Hilaire-la-Palud [sɛ̃t‿ilɛʁ la paly] ist eine französische Gemeinde mit 1.510 Einwohnern (Stand: 1. Januar 2022) im Département Deux-Sèvres in der Region Nouvelle-Aquitaine. Sie gehört zum Arrondissement Niort und zum Kanton Mignon-et-Boutonne.

## Geographie
Saint-Hilaire-la-Palud ist die westlichste Gemeinde des Départements Deux-Sèvres. Sie liegt etwa 35 Kilometer ostnordöstlich von La Rochelle und etwa 20 Kilometer westsüdwestlich von Niort. Zahlreiche Kanäle durchziehen die Gemeinde (u. a. der Canal de Forge und der Grande Rigol) als Teil des Marais Poitevin. Das Gemeindegebiet gehört zum Regionalen Naturpark Marais Poitevin. Umgeben wird Saint-Hilaire-la-Palud von den Nachbargemeinden Damvix im Norden, Arçais im Nordosten, Saint-Georges-de-Rex im Osten, Le Bourdet im Südosten, Prin-Deyrançon im Südosten und Süden, Cramchaban im Süden, La Grève-sur-Mignon im Westen sowie La Ronde im Nordwesten.

## Bevölkerungsentwicklung
| Jahr                       | 1962 | 1968 | 1975 | 1982 | 1990 | 1999 | 2006 | 2012 | 2019 |
| Einwohner                  | 1549 | 1543 | 1487 | 1422 | 1387 | 1344 | 1527 | 1584 | 1524 |
| Quellen: Cassini und INSEE |      |      |      |      |      |      |      |      |      |